# Ivvavik National Park
Ivvavik National Park er en nationalpark i Yukon, Canada. Parken blev oprettet i 1984 og det beskyttede område omfatter 10.168 kvadratkilometer.

## Geografi og klima
Ivvaviks National Park ligger nord for Vuntut National Park og er en del af et større vildmarksområde i det nordlige Yukon som også strækker sig ind i Alaska. Længst mod nord findes kysten til Beauforthavet, en stor del af nationalparken udgøres ellers af fjeldområder. Mellem bjergene og havet findes en mere eller mindre kuperet 10 til 30 kilometer bred kystslette. I parken findes også mange søer, vandløb og dale. Området har et arktisk klima med lange, kolde vintre og korte somre. Middeltemperaturen over døgnet kan om vinteren nå ned på minus 29 grader. Om sommeren kan den derimod være oppe på plus 14 grader. Kystområderne har mere marint klima end de sydlige dele af parken, det vil sige variationerne i temperatur er lidt mindre og nedbøren noget mere rigelig her end inde i landet. Tundra er den dominerende naturtype i de fladere områder.

## Fauna og flora
Ivvaviks National Park er et kælveområde for rensdyr. Andre større pattedyr som kan forefindes i parken er eksempelvis moskusokse, isbjørn, ulv og polarræv. Snefår (Ovis dalli) kan forekomme i de sydlige fjeldområder og når her den nordlige grænse for sin udbredelse. I løbet af sommeren yngler mange fugle på tundraen eller langs kysterne, for så at trække sydpå igen når vinteren bliver for streng til at kunne at overleve. De urter som vokser her er sådanne som er tilpassede til arktisk klima, hvor foruden fugtighed, temperatur, lys- og vindforhold også permafrosten er en vigtig faktor som påvirker betingelserne på voksestedet.